# FK Kyrgyzaltyn
FK Kyrgyzaltyn tidigare FK Kara-Balta är ett kirgizisk fotbollsklubb från Kara-Balta i Kirgizistan. Klubben grundades år 1992.

## Historia
- 1992: Grundad som FK Himik Kara-Balta
- 2015: Namnbyte till FK Kara-Balta
- 2024: Namnbyte till FK Kyrgyzaltyn

## Meriter
Kirgiziska ligan:
- 4:e pl.: 1997 och 2001

## Placering tidigare säsonger
| Säsong | Nivå | Liga           | Placering | Referens |
| ------ | ---- | -------------- | --------- | -------- |
| 2018   | 1    | Top Liga       | 7         | [ 2 ]    |
| 2019   | 1    | Premjer Ligasy | 7         | [ 3 ]    |
| 2020   | 1    | Premjer Ligasy | 7         | [ 4 ]    |
| 2021   | 1    | Premjer Ligasy | 8         | [ 5 ]    |
| 2022   | 1    | Premjer Ligasy | 10        | [ 6 ]    |
| 2023   | 1    | Premjer Ligasy | 10        | [ 7 ]    |
| 2024   | 1    | Premjer Ligasy | 10        | [ 8 ]    |
| 2025   | 1    | Premjer Ligasy |           | [ 9 ]    |